# Jarred Gillett
Jarred Gavan Gillett (1 november 1986) is een Australisch voetbalscheidsrechter. Hij was in dienst van FIFA en AFC tussen 2013 en 2019. Ook leidt hij sinds 2010 tot 2019 wedstrijden in de A-League. Vanaf 2019 floot hij wedstrijden in het Championship en sinds 2021 in de Premier League en komt hij namens de Engelse voetbalbond uit in UEFA-wedstrijden.
Op 10 november 2010 leidde Gillett zijn eerste wedstrijd in de Australische nationale competitie. Tijdens het duel tussen North Queensland Fury en Melbourne Heart (2–3) trok de leidsman vijfmaal de gele kaart. In internationaal verband debuteerde hij tijdens een wedstrijd tussen Foolad FC en Al-Hilal in de AFC Champions League; het eindigde in 0–0 en Gillett gaf vier gele kaarten. Op 6 september 2013 leidde de Australiër zijn eerste interland, toen Japan met 3–0 won van Guatemala door doelpunten van Keisuke Honda, Masato Kudo en Yasuhito Endo. Tijdens dit duel hield de leidsman zijn kaarten op zak. In oktober 2011 was hij voor het eerst scheidsrechter bij een kwalificatiewedstrijd voor het WK voetbal. Maleisië speelde met 1–1 gelijk tegen Oost-Timor. Gillett gaf twee spelers een gele kaart.

## Interlands
| Datum            | Plaats                    | Wedstrijd                              | Uitslag | Competitie           | Kreeg geel | Kreeg voor de tweede keer geel en dus rood | Weggestuurd |
| ---------------- | ------------------------- | -------------------------------------- | ------- | -------------------- | ---------- | ------------------------------------------ | ----------- |
| 6 september 2013 | Osaka, Japan              | Japan – Guatemala                      | 3 – 0   | Vriendschappelijk    | 0          | 0                                          | 0           |
| 30 mei 2014      | Penrose, Nieuw-Zeeland    | Nieuw-Zeeland – Zuid-Afrika            | 0 – 0   | Vriendschappelijk    | 4          | 0                                          | 0           |
| 4 januari 2015   | Parramatta, Australië     | Saoedi-Arabië – Zuid-Korea             | 0 – 2   | Vriendschappelijk    | 0          | 0                                          | 0           |
| 11 juni 2015     | Kuala Lumpur, Maleisië    | Maleisië – Oost-Timor                  | 1 – 1   | WK 2018 kwalificatie | 2          | 0                                          | 0           |
| 12 november 2015 | Bangalore, India          | India – Guam                           | 1 – 0   | WK 2018 kwalificatie | 2          | 0                                          | 1           |
| 7 juni 2016      | Suita, Japan              | Japan – Bosnië en Herzegovina          | 1 – 2   | Vriendschappelijk    | 1          | 0                                          | 0           |
| 3 december 2016  | Bogor, Indonesië          | Indonesië – Vietnam                    | 2 – 1   | Vriendschappelijk    | 3          | 0                                          | 0           |
| 9 juni 2017      | Honiara, Salomonseilanden | Salomonseilanden – Papoea-Nieuw-Guinea | 3 – 2   | WK 2018 kwalificatie | 0          | 0                                          | 0           |
| 10 oktober 2017  | Malé, Maldiven            | Malediven – Oman                       | 4 – 0   | AK 2019 kwalificatie | 0          | 0                                          | 0           |
| 14 november 2017 | Singapore, Singapore      | Singapore – Bahrein                    | 0 – 3   | AK 2019 kwalificatie | 4          | 0                                          | 0           |
| 27 maart 2018    | Manilla, Filipijnen       | Filipijnen – Tadzjikistan              | 2 – 1   | AK 2019 kwalificatie | 4          | 0                                          | 2           |
| 11 oktober 2018  | Riyad, Saoedi-Arabië      | Argentinië – Irak                      | 4 – 0   | Vriendschappelijk    | 2          | 0                                          | 0           |
| 16 juni 2023     | Boedapest, Hongarije      | Wit-Rusland – Israël                   | 1 – 2   | EK 2024 kwalificatie | 5          | 0                                          | 0           |

Laatst bijgewerkt op 19 juni 2023.